# Amphisbetia nasonovi
Amphisbetia nasonovi är en nässeldjursart som först beskrevs av Kudelin 1913.  Amphisbetia nasonovi ingår i släktet Amphisbetia och familjen Sertulariidae. Inga underarter finns listade i Catalogue of Life.